# Apteryx haastii
Apteryx haastii ou quiuí-manchado-grande (português brasileiro) ou kiwi-malhado-grande (português europeu) é uma espécie de ave da família Apterygidae endêmica da Nova Zelândia.

## Distribuição geográfica e habitat
Historicamente era encontrada por toda ilha do Sul, mas após a colonização europeia a área de distribuição fragmentou-se e contraiu. Três populações principais são identificadas: no noroeste de Nelson a rio Buller, Montanhas Paparoa, e do rio Hurunui ao Passo Arthur.